# هیلی بیبر
هِیلی رود بیبر (انگلیسی: Hailey Rhode Bieber؛ سابقاً بالدوین؛ زادهٔ ۲۲ نوامبر ۱۹۹۶) مدل و تاجر آمریکایی است. پدرش استیون بالدوین از بازیگران شناخته شده هالیوود است. از سال ۲۰۱۴ فعالیت خود را به عنوان مدل شروع کرد و در سپتامبر سال ۲۰۱۸ با جاستین بیبر ازدواج کرد و در یک توییت رسمی نام خانوادگی خود را به بیبر تغییر داد.

## شروع دوران حرفه‌ای
وی در سال ۲۰۰۵، در سن ۹ سالگی، در کنار خانواده اش در مستند تلویزیونی Livin It حضور پیدا کرد. ۴ سال بعد یعنی در سال ۲۰۰۹ او در یک قسمت از نمایش تلویزیونی Saturday Night Live در کنار عمویش Alec Baldwin دیده شد. وی در سال ۲۰۱۱ در موزیک ویدیو کودی سیمپسون برای آهنگی تحت عنوان «در ذهن من» نقش ایفا کرد و چندین سال بعد در سال ۲۰۱۶، در موزیک ویدیوی دیگری به نام «عاشق دوست داشتن تو هستم عزیزم» اثر خواننده و مدل فرانسوی بابتیسته گابیوچونی حضور پیدا کرد. اولین قرارداد خود به عنوان مدل را با آژانس فورد مدل نیویورک امضا کرد. او در ابتدایِ کارِ خود، در مجلاتی مانند Tatler, LOVE, V و I-D ظاهر شد. در اکتبر ۲۰۱۴، هیلی بالدوین اولین کمپین تجاری خود را، برای نام تجاری لباس فرانسوی Topshop و طراح مد روز فرانسه Sonia Rykiel انجام داد. دو ماه بعد از آن، در دسامبر ۲۰۱۴، او برای مجله LOVE Magazine مشغول به کار شد.
او در سال ۲۰۱۵ به عنوان مجری برنامهٔ MTV Europe Music Awards در شهر میلان حضور پیدا کرد. در ژانویهٔ سال ۲۰۱۶ به همراه دوست خود جیجی حدید اجرای زندهٔ خوانندهٔ کانادایی شان مندز در مراسم ای هارت ردیو ۲۰۱۶ در شهر تورنتو کانادا را به حضار اعلام کرد.

## اوایل زندگی و خانواده

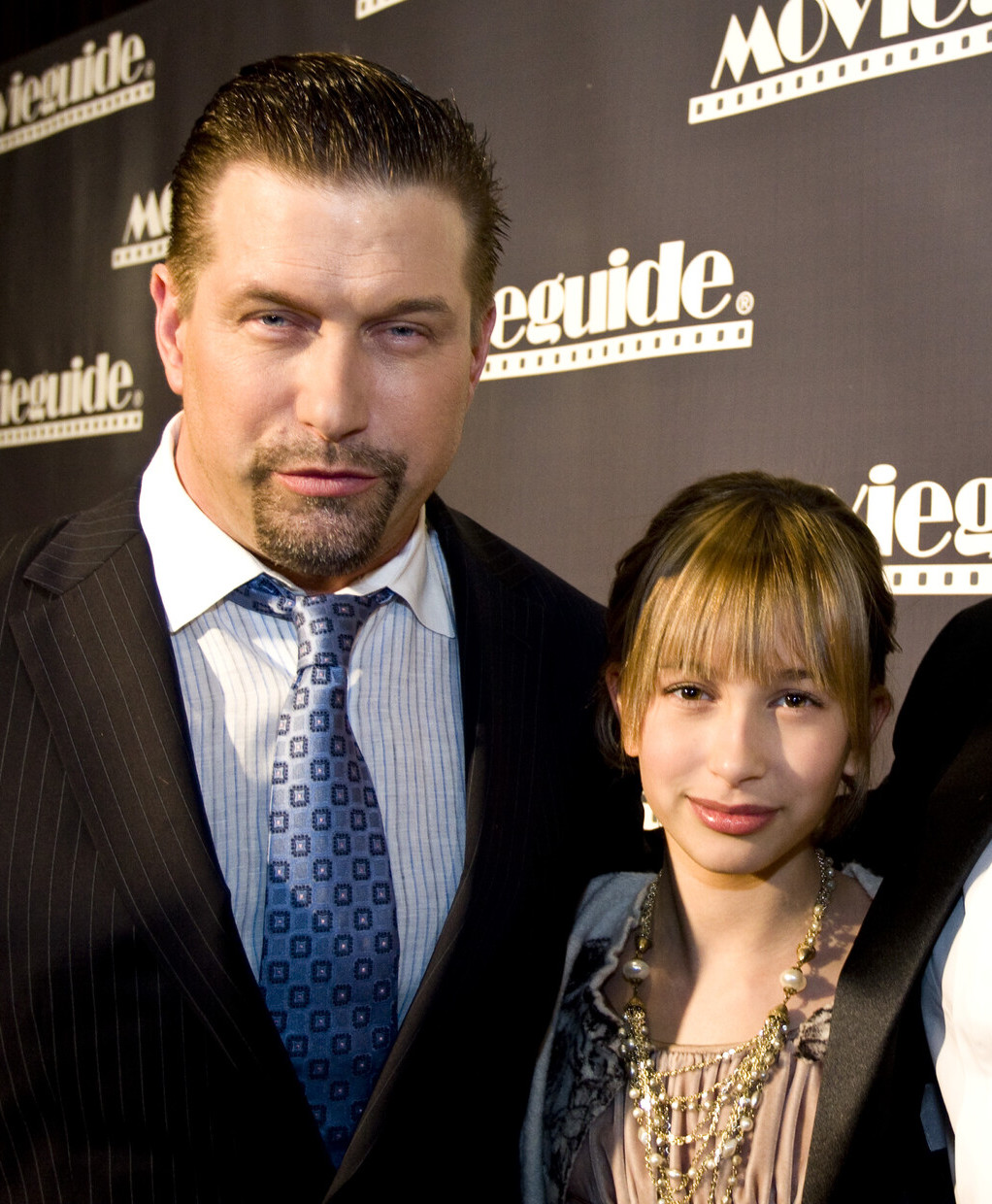
بیبر در ۱۲ سالگی، با پدرش در ۲۰۰۹ Movieguide Awards

بیبر با نام هیلی رود بالدوین در توسان، آریزونا متولد شد. فرزند بازیگر، استیون بالدوین، کوچک‌ترین در میان برادران بالدیون و طراح گرافیک کنیا دئوداتو بالدوین است. پدربزرگ مادری بالدیون، موسیقی‌دان برزیلی، اومیر دئوداتو است. نام او از دنباله‌دار هالی گرفته شده است.

## زندگی شخصی
اولین آرزوی شغلی بالدوین تبدیل شدن به یک رقصنده باله حرفه‌ای کلاسیک بود، اما آموزش او به علت آسیب پایش در هنگام تمرین، به پایان رسید.
در ۲۳ نوامبر ۲۰۱۸ بالدوین تأیید کرد که با خواننده کانادایی جاستین بیبر ازدواج کرده است. این زن و شوهر از ۷ ژوئیه ۲۰۱۸ نامزد بودند. آنها به‌طور پراکنده از دسامبر ۲۰۱۵ تا ژانویه ۲۰۱۶ با هم در ارتباط بودند. پس از ازدواج، بالدوین نام خانوادگی خود را در شبکه‌های اجتماعی به بیبر تغییر داد. پس از آن، درخواست مجوز استفاده از نام تجاری "Hailey Bieber" را برای اهداف تجاری خود داد. فرزند آن‌ها در اوت ۲۰۲۴ به دنیا آمد.
وی به همراه همسرش در لا کوئینتا، کالیفرنیا زندگی می‌کند. هیلی و جاستین بار دیگر مراسمی در کارولینای شمالی به تاریخ ۳۰ سپتامبر ۲۰۱۹ برگزار کردند.

بالدوین یک مسیحی پیرو پروتستان است و در مراسم کلیسای هیلزونگ شرکت می‌کند، همان کلیسایی که بیبر نیز در آن حضور می‌یابد.بالدوین اغلب نقل قول‌ها را از کتاب مقدس در رسانه‌های اجتماعی به اشتراک می‌گذارد:
من در کلیسا بزرگ شدم و در آن، زندگی به من ارزانی شد؛ و فکر می‌کنم که برای همه افراد، معنویت و برقراری ارتباط با خدا بسیار مهم است. اگر چه شاید همه به خدایی که من به ان اعتقاد دارم معتقد نباشند، اما این چیزی است که من برای به اشتراک گذاشتنش با مردم، ترسی ندارم؛ زیرا می‌دانم این اعتقاد، چگونه الهام بخش من خواهد بود - و چگونه تأثیرات مثبتی در زندگی من می‌گذارد … من فکر می‌کنم که خدا، مهربانی خود را، در زندگی من قرار می‌دهد تا با یاد حضورش، آرامش بیابم؛ و برای کمک به مردم و نجات آنها، نگرانی نداشته باشم.

## افتخارات
هیلی بالدوین به عنوان یکی از زیباترین زنان جهان در لیست جهانی BWC ثبت شده است.

## فیلم‌شناسی

### تلویزیون
| سال        | عنوان                            | نقش                 | توضیحات                             |
| ---------- | -------------------------------- | ------------------- | ----------------------------------- |
| ۲۰۰۵       | Livin It: Unusual Suspects       | خودش                | فیلم مستند                          |
| ۲۰۰۹       | پخش زنده شنبه شب                 | خودش                | قسمت: "آلک بالدوین / برادران جوناس" |
| ۲۰۱۵       | Secrets of New York Fashion Week | خودش                | فیلم مستند                          |
| ۲۰۱۷-اکنون | Drop the Mic                     | خودش (مشترک میزبان) |                                     |
| ۲۰۱۸       | جوایز ای هرت رادیو ۲۰۱۸          | خودش (مشترک میزبان) | خاص                                 |

### نماهنگ
| سال  | عنوان            | هنرمند                      | نقش    | منبع   |
| ---- | ---------------- | --------------------------- | ------ | ------ |
| ۲۰۱۱ | در ذهن من        | کودی سیمپسون                | معشوقه | [ ۱۴ ] |
| ۲۰۱۶ | عشق به تو عزیزم  | باپتیست Giabiconi           | دختر   | [ ۱۵ ] |
| ۲۰۱۹ | ۱۰٬۰۰۰ ساعت      | دن + شی                     | خودش   |        |
| ۲۰۲۰ | باهات گیر افتادم | آریانا گرانده و جاستین بیبر | خودش   |        |

### جوایز و نامزدی‌ها
| سال  | اتحادیه                | دسته‌بندی              | نتیجه     | منبع   |
| ---- | ---------------------- | --------------------- | --------- | ------ |
| ۲۰۱۶ | جوایز انتخابی نوجوانان | زن جذاب               | نامزد شده | [ ۱۶ ] |
| ۲۰۱۶ | جوایز انتخابی نوجوانان | انتخابی مدل           | نامزد شده | [ ۱۶ ] |
| ۲۰۱۷ | جوایز انتخابی نوجوانان | انتخابی مدل           | نامزد شده | [ ۱۷ ] |
| ۲۰۱۸ | جوایز انتخابی نوجوانان | انتخاب شخصیت تلویزیون | نامزد شده |        |